# فرانک تالمن
فرانک تالمن (انگلیسی: Frank Tallman; ۱۷ آوریل ۱۹۱۹ – ۱۵ آوریل ۱۹۷۸) خلبان آکروجت اهل ایالات متحده آمریکا بود.